# Wilhelm Grimmelmann
Hermann Johann Wilhelm Grimmelmann (Asendorf, 15 gennaio 1893 – West Haven, 8 dicembre 1959) è stato un ginnasta danese.

## Palmarès

### Olimpiadi
- 1 medaglia:
  - 1 bronzo (Stoccolma 1912 nel concorso libero a squadre)